# MN-123
MN-123 – polska przeciwdenna przeciwpancerna mina narzutowa.
Miny MN-123 są stawiane przy pomocy saperskich ustawiaczy min ISM Kroton, PMN Baobab-K lub ręcznego miotacza PMM. Wewnątrz miny znajdują się ładunek kumulacyjny i niekontaktowy zapalnik. Mina jest odporna na rozminowanie metodą wybuchową i elektromagnetyczną i jest miną nieusuwalną.

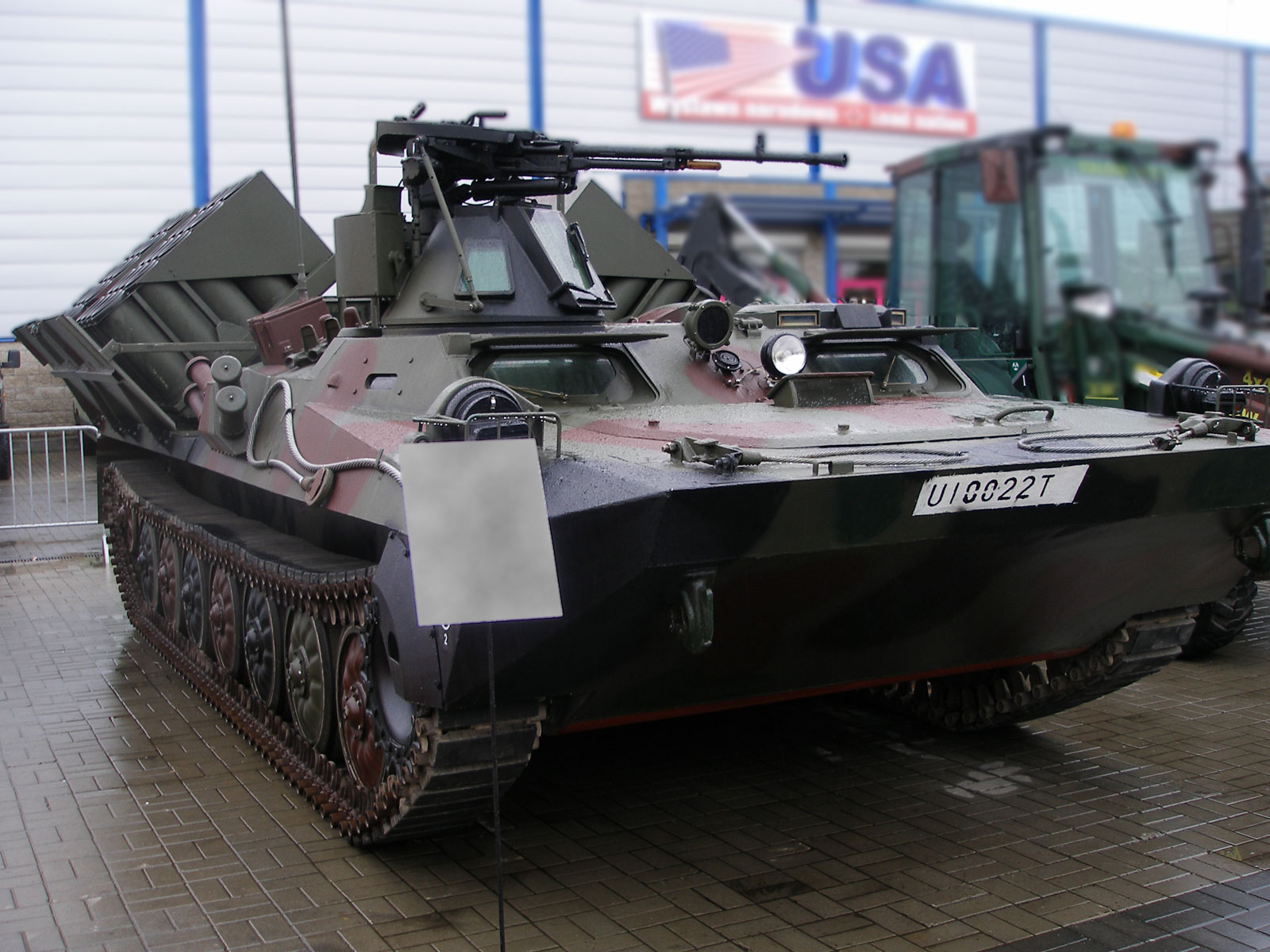
Kroton